# Dallas Taylor
Dallas Taliaferro Taylor es un músico estadounidense, nacido el 17 de mayo de 1980 en Ocala, Florida y  es vocalista de la banda de Southern metal Maylene and the Sons of Disaster. Dallas es ex vocalista y fundador de la banda estadounidense de metalcore Underoath, con la que grabó 3 álbumes (Act of Depression, Cries of the Past y The Changing of Times). En el año 2003, Dallas abandonó Underoath, y fue reemplazado por Spencer Chamberlain.
Aunque ya no es miembro de la banda, Dallas comentó en una entrevista que es muy buen amigo del vocalista principal de Underoath Spencer Chamberlain, y apareció en un video con algunos miembros de Underoath divirtiéndose en un estudio de grabación en Atlanta, Georgia.
A mediados del 2004, Dallas re-apareció con su nueva banda llamada Maylene and the Sons of Disaster. El 25 de octubre de 2005, lanzaron el álbum Maylene_and_the_Sons_of_Disaster_(álbum)  y firmaron con Mono_Vs_Stereo. Después del lanzamiento del álbum , Maylene and the Sons of Disaster firmaron contrato con Ferret Records.
Se ha citado a Dallas Taylor diciendo: "Estoy tan harto de que la gente actúe cobardemente, y tan cansado de las muchas cosas por las que he pasado. Siento que es hora de volver a donde estaba cuando era joven. Esta banda está orgullosa de lo que somos como personas, de lo que creemos y de dónde venimos. Siento que gran parte de la música actual, especialmente los que vienen de un entorno cristiano, pasan mucho tiempo ocultando quiénes son realmente, o avergonzándose de sus creencias, tratando de ser "escena" o de vender discos. Quiero que todos los chicos sepan que no voy a cambiar lo que realmente soy para vender discos. Quiero decir que detesto absolutamente que se le metan cosas en la garganta a la gente, pero ocultar quién eres es igual de malo". 
Dallas formó parte de un proyecto paralelo de dos personas basado en piano, The Everett, con su amigo Patrick Copeland de The Glorious Unseen. The Everett grabó un EP de cuatro canciones, Destination, el cual ya no está disponible.
En febrero del 2006, Dallas formó una banda nueva con Phil Reardon, el exvocalista de la banda From First To Last, la banda se llama The New Tragic y en octubre del 2006, Dallas fue expulsado de esa banda, lo cual Dallas Taylor formó una banda con dos personas, con su amigo Patrick Copeland la banda es llamada Everett y terminaron de grabar su primer trabajo llamado Destination EP de 4 canciones.
En el año 2013, Taylor inició un proyecto con Matt Clark (ex-Underoath, Maylene and the Sons of Disaster, Sleeping by the Riverside), Adam Salaga(ex-xDisciplex A.D., ex-Jesus Wept) y Sean Sundy (ex-xDisciplex A.D., ex-Jesus Wept) llamado Riot Head. Han lanzado tres temas y en la actualidad se mantienen inactivos.
En el año 2015 Dallas interpreta el papel de Lucky Louie en la película Joe Dirt 2: Beautiful Loser.
El 3 de agosto de 2016, Taylor fue hospitalizado por un grave accidente de ATV en el que sufrió una lesión cerebral grave y un traumatismo en la arteria carótida. Taylor todavía se está recuperando del accidente, después de haber pasado por distintas cirugías para recuperar su glándula suprarrenal y la vista de su ojo izquierdo.
La esposa de Dallas solicitó el divorcio después de varios años de matrimonio y del nacimiento de su hijo.

## Bandas
Actualidad
- Maylene and the Sons of Disaster - Voz (2004 – presente)
- ZEAL - Bajo (2015 – presente)
- Riot Head - Voz (2013 – presente)

Pasado
- Underoath - Voz (1997 - 2003)
- The Everett - Voz

## Discografía
Underoath
- Act of Depression (1999)
- Cries of the Past (2000)
- The Changing of Times (2002)

Maylene and the Sons of Disaster
- II (2007)
- The Day Hell Broke Loose at Sicard Hollow (2007)
- III (2009)
- Where the Saints Roam (2010)
- IV (2011)

## Videografía

### Cómo músico
Underøath
- "When the Sun Sleeps" - The Changing of Times (2002, Solid State Records)

Maylene and the Sons of Disaster
- "Tough As John Jacobs" - Maylene and the Sons of Disaster (2005, Mono Vs Stereo)
- "Dry the River" - II (2007, Ferret Records)
- "Darkest of Kin" - II (2007, Ferret Records)
- "The Day Hell Broke Loose at Sicard Hollow" - II (2007, Ferret Records)
- "Raised by the Tide" - II(2009, Ferret Records)
- "Step Up (I'm on It)" - III (2009, Ferret Records)
- "Listen Close" - III (2011, Ferret Records)
- "Open Your Eyes" - IV (2012, Ferret Records)

### Cómo actor
- Rick in Revelation Road: The Black Rider (2014)
- Lucky Louie in Joe Dirt 2: Beautiful Loser (2015)
- Officer Cahill in The Possession Experiment (2016)